# Cheiraster diomediae
Cheiraster diomediae is een zeester uit de familie Benthopectinidae.
De wetenschappelijke naam van de soort werd in 1917 gepubliceerd door Walter Kenrick Fisher.